# 鈴木魯
鈴木 魯（すずき おろか、1833年（天保4年） - 1878年（明治11年）1月8日）は、日本の武士（福井藩士）、儒学者、漢詩人。
号は蓼処（りょうしょ）。字は敬玉。魯は諱。
長男は鈴木虎一。

## 生涯
福井藩士の鈴木百助準貞の子として越前国に生まれ、松平家に仕える。
森春濤に漢詩を学び、川田甕江と親交を持った。
安政4年（1857年 - 1858年）、藩校明道館の句読師となる。
松平春嶽が家臣について評価し書き記した「真雪草紙」の「学問の沿革」の項に、前田雲洞、高野惣左衛門、吉田悌蔵（吉田東篁）、清田丹蔵、山本龍二（関義臣）、矢島恕輔、橋本左内、鈴木魯、大島六蔵、富田才助、成島譲、高野進の寸評がある。鈴木の書斎は「松香山房」といい松平春嶽が命名したことが伝わっている。
1874年（明治7年）に上京し、教部省につとめる。墓は駒込吉祥寺墓地にある。

## 交友関係
嘉永3年（1850年 - 1851年）頃、親交のあった橋本左内が適塾に在学中の作「秋夜病中、子文来訪、因賦」は、魯を詠んだ作品である（子文は魯を指す）

## 著作

### 著書・編著
- 『蓼処詩文稿』[要文献特定詳細情報]
- 惲敬（著）鈴木魯（編）『大雲山房文抄』丸屋善七、1878年4月[9]
- 惲敬『大雲山房文鈔 鈴木魯鈔』鈴木虎一、1878年[9]

### 作品掲載書籍
- 田島定邦（編）『蚕桑余事』出雲寺万次郎、1875年12月
- 菊池良（編）『明治名家詩集 巻上』合書堂、1879年12月
- 藤田謙三郎（編）『古今日本名家詩鈔 下』山崎登、1880年11月
- 日比野正吉『剣舞術教範』博文館、1898年10月
- 章林散士（編）『青年朗吟詩集』山本文友堂、1905年5月
- 日比野雷風 (正吉) 『剣武術 : 武道根本』博文館、1906年7月
- 剣光琴韻閣（編）『青年朗吟詩集 : 壮絶名士』岡村書店、1908年7月
- 河内義光（著 剣光琴韻閣 編『掌中剣舞術・壮絶名士青年朗吟詩集』岡村盛花堂、1912年4月
- 国分青厓 監修『漢詩大講座 第10巻(前)』アトリヱ社、1936年 - 1938年